# Jerzy Mirewicz

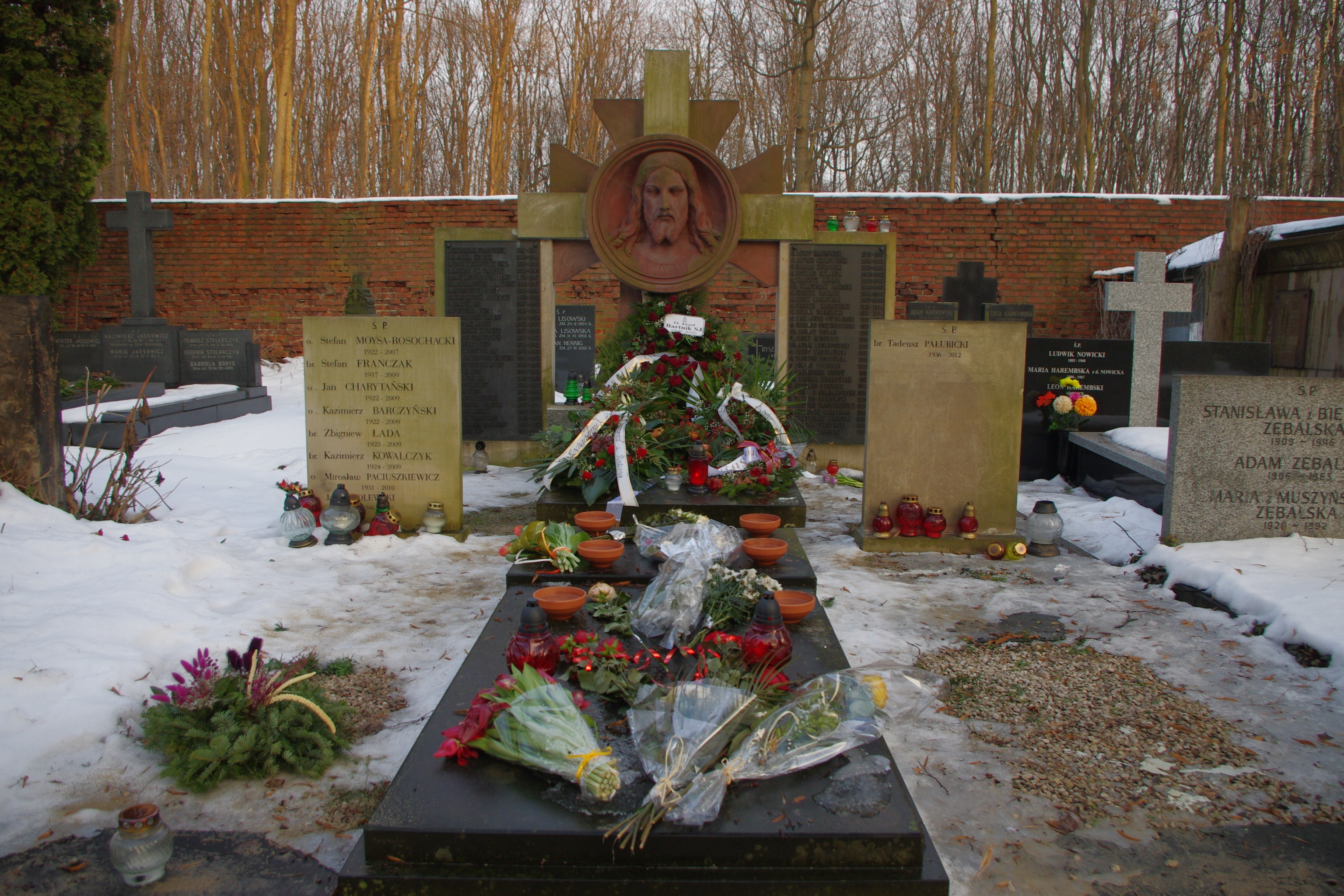
Grobowiec Zgromadzenia Jezuitów na cmentarzu Powązkowskim w Warszawie, pochowany jest w nim między innymi Jerzy Mirewicz

Jerzy Mirewicz, właściwie Bronisław Wójcik (ur. 19 grudnia 1909 w Kozłówce, zm. 20 września 1996 w Gdyni) − polski duszpasterz, redaktor, pisarz, wykładowca na obczyźnie; jezuita.

## Życiorys
Syn Jana i Katarzyny z domu Wawrzyszak. 
Do zakonu wstąpił w 1925, w latach 1931–1934 studiował filozofię w Vals-près-le-Puy we Francji, a następnie od 1935 do 1939 teologię w Lublinie, gdzie w 1938 przyjął święcenia kapłańskie. W okresie II wojny światowej był członkiem Armii Krajowej, wykładał teologię w tajnym seminarium duchownym. Pomagał ludziom żydowskiego pochodzenia. W latach 1945–1958 był duszpasterzem akademickim w Lublinie. Następnie w latach 1958–1959 i 1961–1963 pracował w sekcji polskiej Radia Watykańskiego w Rzymie, przygotowywał w tym czasie relacje z obrad Soboru Watykańskiego II.
Od 1964 do 1993 mieszkał i pracował w Londynie, gdzie oprócz pracy duszpasterskiej był także wykładowcą Polskiego Uniwersytetu na Obczyźnie, redaktorem pisma „Przegląd Powszechny−Sodalis Marianus” (od 1967), wiceprezesem Związku Pisarzy Polskich na Obczyźnie (od 1981) oraz zastępcą redaktora naczelnego czasopisma „Pamiętnik Literacki”. Członek Polskiego Towarzystwa Naukowego na Obczyźnie (od 1966). Podpisał list pisarzy polskich na Obczyźnie, solidaryzujących się z sygnatariuszami protestu przeciwko zmianom w Konstytucji Polskiej Rzeczypospolitej Ludowej (List 59). W 1993 powrócił do Polski i zamieszkał w Kolegium Ojców Jezuitów w Gdyni.
Laureat Nagrody Pisarskiej Stowarzyszenia Polskich Kombatantów (1974), Nagrody Kościelskich (1979). Laureat Nagrody Związku Pisarzy Polskich na Obczyźnie w 1986 roku.
Został pochowany w grobowcu Zgromadzenia Jezuitów na cmentarzu Powązkowskim w Warszawie (kwatera 215-5/6-1/2).

## Publikacje
- Człowiek – Miasto oblężone. Londyn, 1978, Księża Jezuici
- Czytając Ewangelię. Londyn, 1966, Nakładem Ojców Jezuitów
- Emigracja. London, 1989, Oficyna Poetów i Malarzy
- Emigracyjne sprawy i spory. Londyn, 1975, Księża Jezuici
- Klio Muza Płacząca. Londyn, 1982,  Księża Jezuici
- Marnotrawni synowie Europy. Londyn, 1987, OP i M.
- Mity współczesne. Rzym, 1968, Instytut Studiów Kościelnych
- Myśli nieśmiałe. Londyn, 1973, Księża Jezuici
- Na marginesie Biblii. Londyn, 1972, Księża Jezuici
- Nad rzekami Babilonu. Londyn, 1982, Księża Jezuici
- Obrońcy Europy. Londyn, 1983, Księża Jezuici
- Polskie lamentacje. Londyn, 1987, Księża Jezuici
- Prorok i tancerka. Londyn, 1971, Księża Jezuici
- Słowa o Bogu i Człowieku. Londyn, 1963, Nakładem Ojców Jezuitów
- Słowo, które nie przemija. Londyn, 1963, Nakładem Ojców Jezuitów
- Słudzy Europy. Londyn, 1985, Księża Jezuici
- Spotkania i dialogi. Londyn, 1980, Księża Jezuici
- Trzy minuty filozofii. Londyn, 1978, Ojcowie Jezuici
- Wierność łasce. Londyn, 1965, Ojcowie Jezuici
- Wychowawcy Europy. Londyn, 1981, Księża Jezuici
- Zapomniani współtwórcy Europy. Londyn, 1976, Księża Jezuici
- Życie wewnętrzne emigracji. Londyn, 1979, Księża Jezuici